# Columbia University Press
Columbia University Press – amerykańska oficyna wydawnicza z siedzibą w Nowym Jorku, powiązana z Columbia University. Jej początki sięgają 1893 roku. 